# Ignác Řechka
Ignác Řechka (také uváděn jako Hynek, či německy Ignaz Rzechka, 14. ledna 1821 Praha – 1886 Praha) byl český architekt, pozdější vrchní inženýr pozemních staveb Česká západní dráhy (BWB).

## Život a dílo

### Mládí
Narodil se v Praze. Absolvoval pražský Polytechnický ústav, studoval na Stavební akademii v Lipsku. Začal pracovat jako kreslič u lipského stavitele Otto Steiba, pak na stejné pozici u vídeňského stavitele prof. Ludwiga Foerstera. V letech 1854–56 byl zaměstnán jako inženýr-asistent u Severní dráhy císaře Ferdinanda, v letech 1857-1859 pracoval jako inženýr na stavbě spojení Pardubic a Liberce společnosti Jihoseveroněmecká spojovací dráha.

### Česká západní dráha
Od 1. října 1859 byl zaměstnán jako inženýr České západní dráhy a stal se autorem železničních normálií pro tuto dráhu pro jejich trať spojující Bavorsko, Plzeň a nádraží na Smíchově (Praha-Západní nádraží), pozdější železniční tratě 170 a 180. Byl také autorem první budovy nádraží v Plzni a po přivedení Dráhy císaře Františka Josefa z Českých Budějovic a dohodě obou společností se podílel na její stavební úpravě a rozšíření. Dle jeho návrhu byly postaveny jihozápadně od stanice železniční dílny. Typizované stanice podle Řechkových plánů lze počítat na desítky.
Byl členem spolků Umělecká beseda a od roku 1866 Spolku inženýrů a architektů v Království Českém.

### Úmrtí
Ignác Řechka zemřel roku 1886 v Praze věku 64 nebo 65 let.

## Nádražní budovy

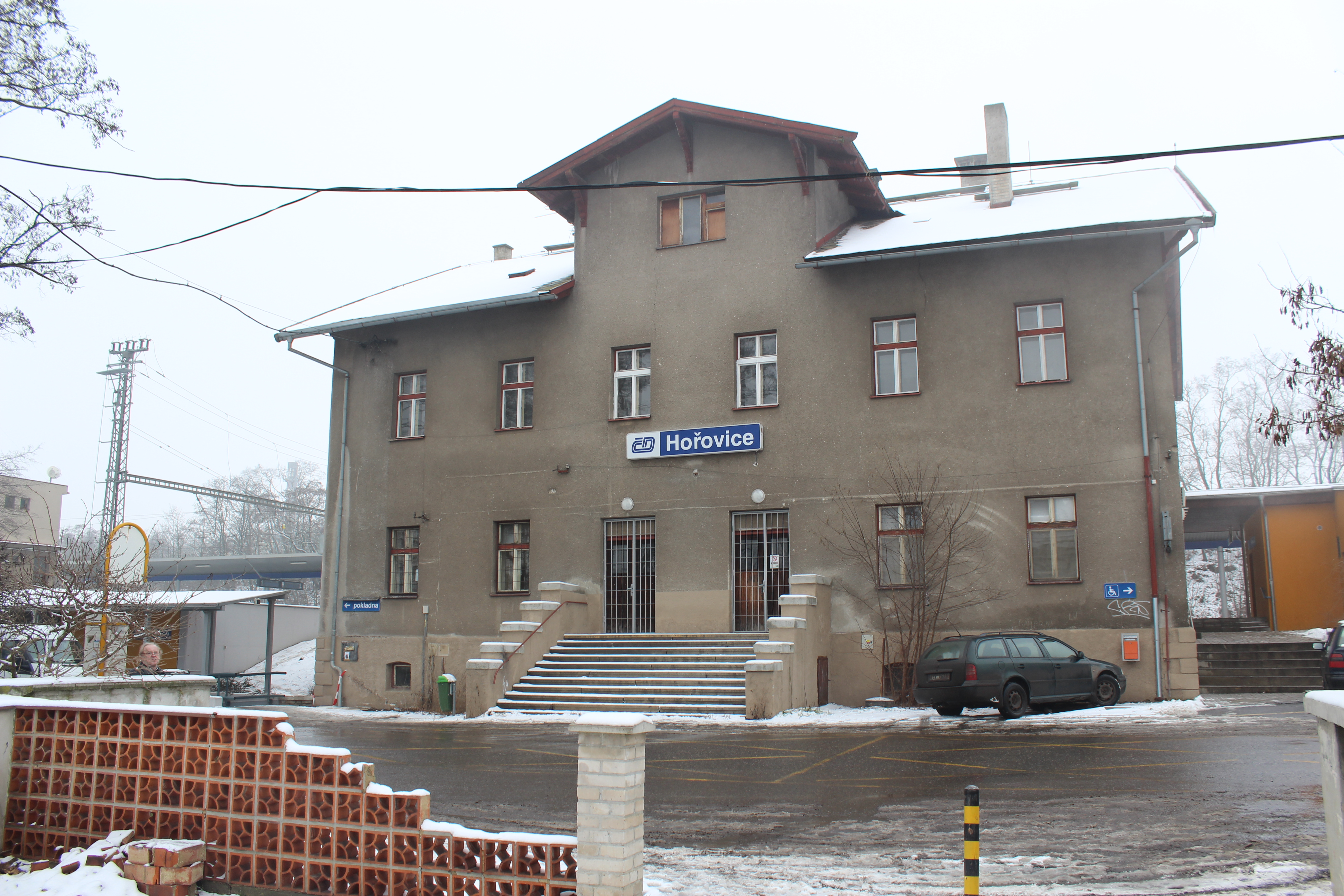
I. Řechka, Nádraží Hořovice (1862)
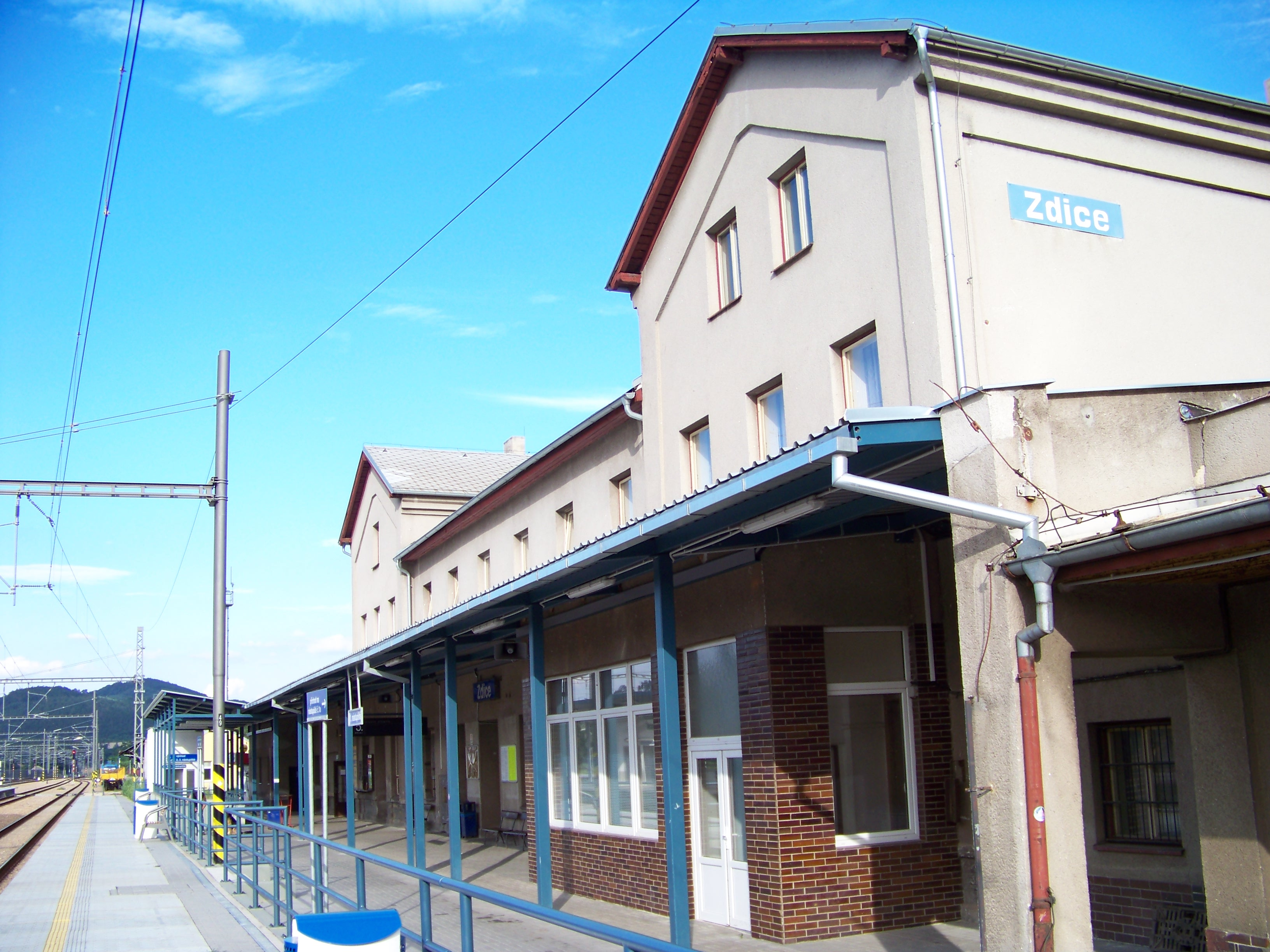
I. Řechka, Zdice (1862)
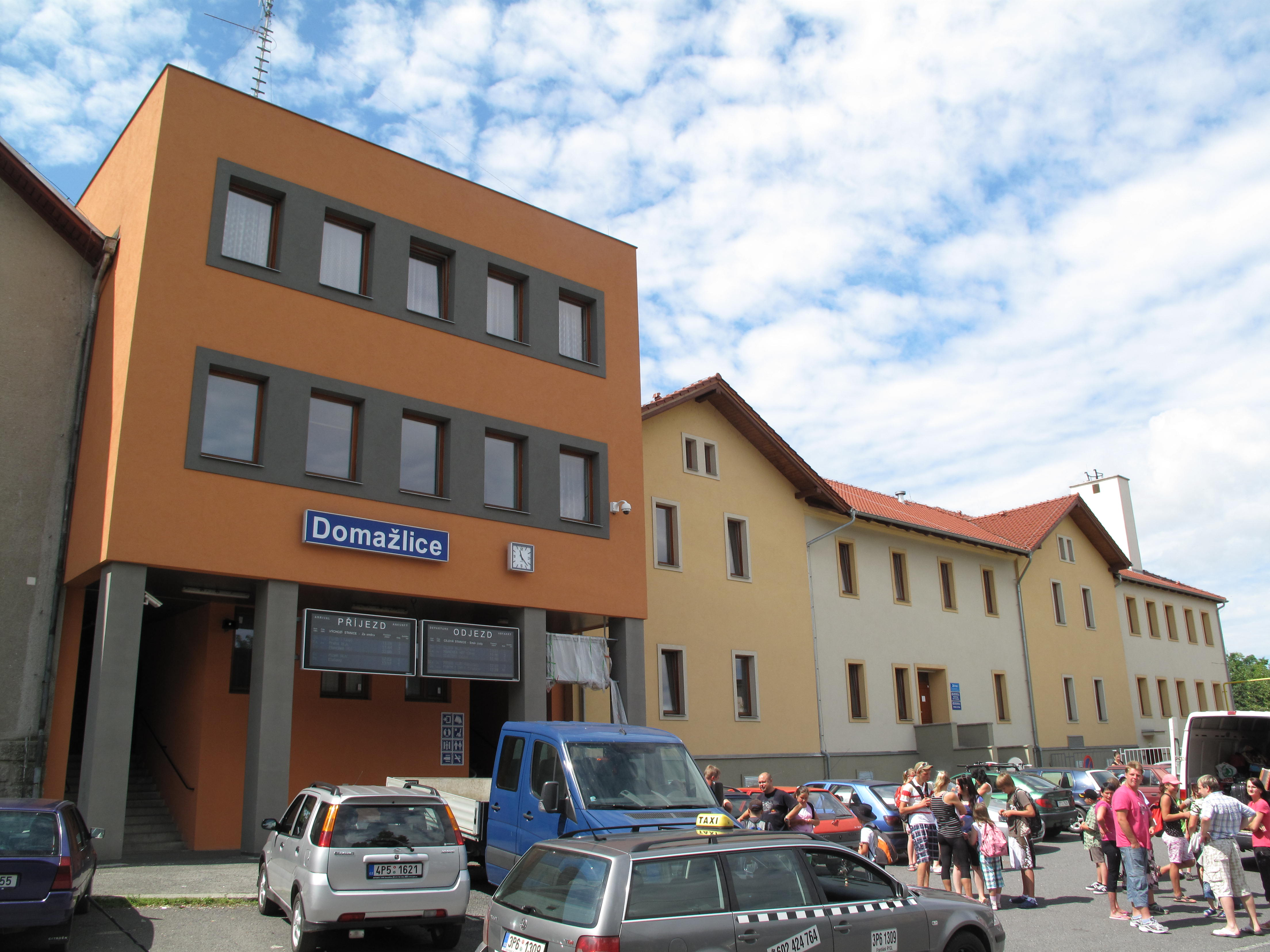
I. Řechka, Domažlice (1861)
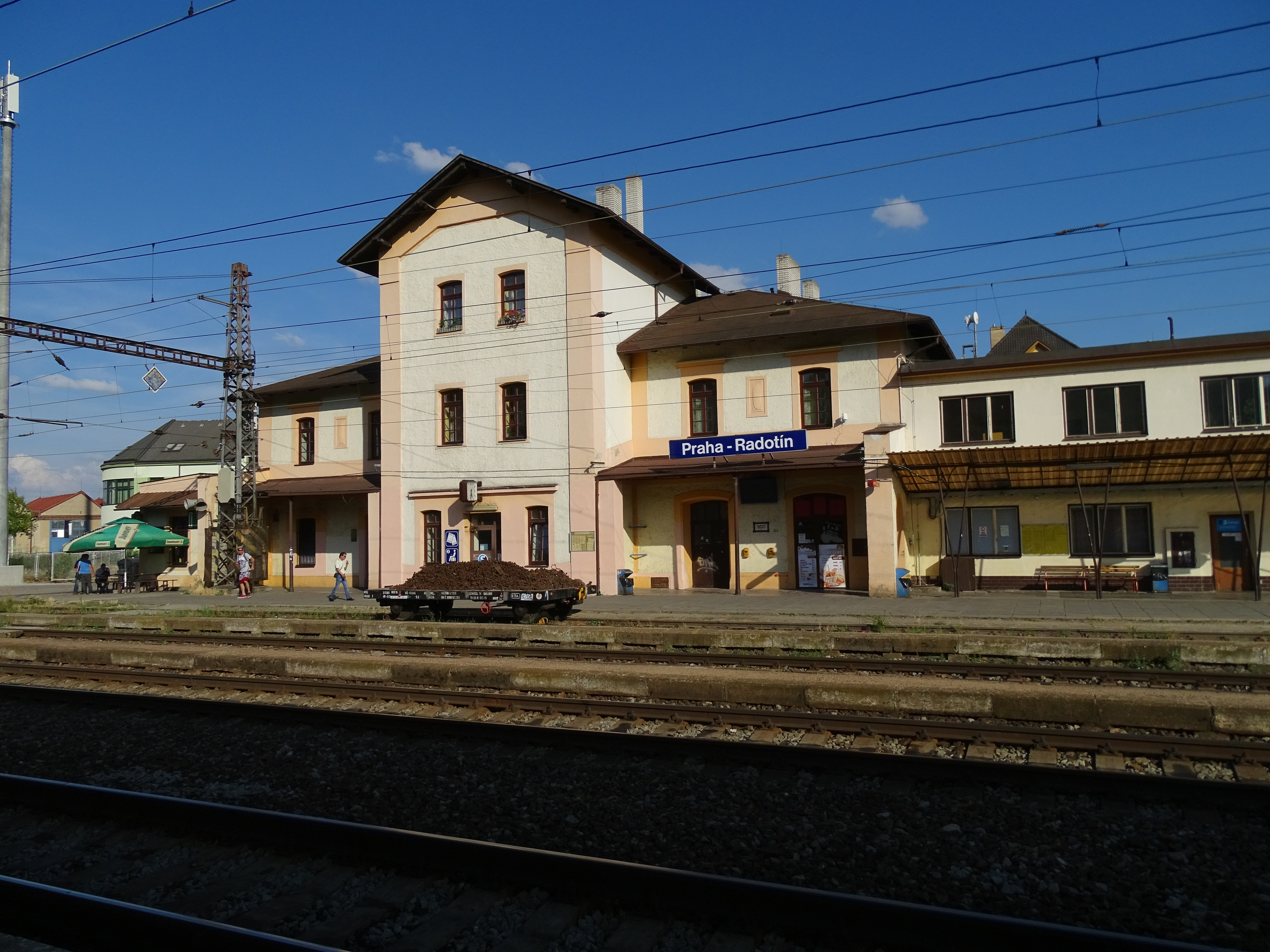
I. Řechka, Praha Radotín (1862)